# Музей Канадского королевского полка
Музей Канадского королевского полка (англ. The Royal Canadian Regiment Museum) — музей, расположенный в казармах Уолзли (бывшая база вооружённых сил Канады в Лондоне) в Лондоне, Онтарио, Канада.

## История

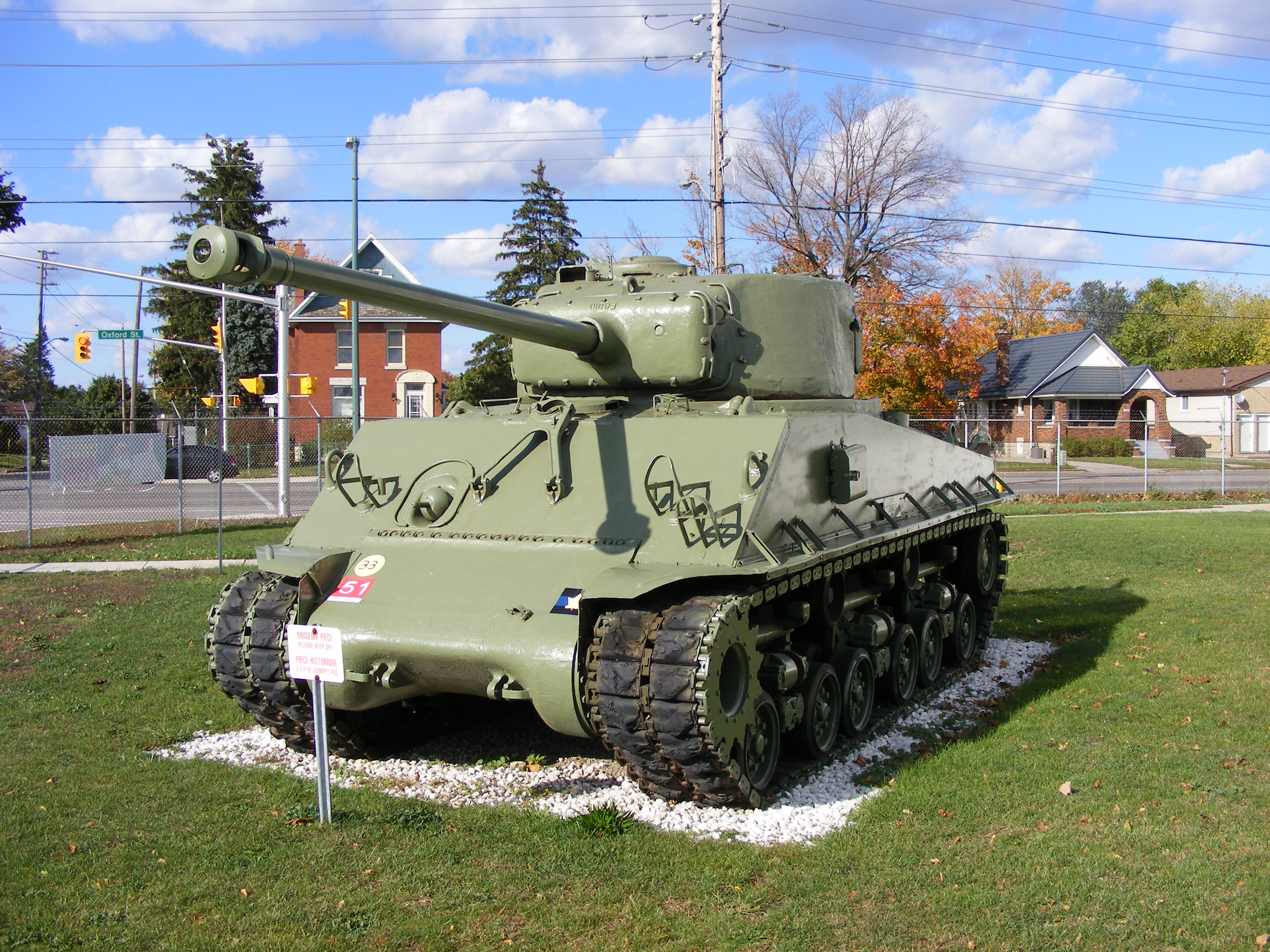
Танк Sherman M4A2E8 (76 мм) HVSS выставлен возле Военного музея Канадского королевского полка

Хотя оригинальные архитектурные чертежи залов казарм Уолзи, составленные в 1886 году, подтверждают наличие пространства, выделенное для музея, музей в его нынешнем виде был официально открыт в 1983 году во время официального визита принца Филиппа, герцога Эдинбургского. Он посвящён подвигам Канадского королевского полка. Артефакты, выставленные в музее, охватывают годы службы полка от Юконской золотой лихорадки до текущей службы в Афганистане.
Музей хранит историю полка и служит неким учебным пособием для преподавания истории полка посредством коллекции документов, изображений, книг, военных артефактов и т. д. Он предоставляет исследовательские возможности для изучения военной истории Канады, начиная с 1833 года, в той степени, в которой она затрагивает Канадский королевский полк. Музей соответствующим образом отображает и иллюстрирует одежду, оружие и обычаи военного наследия полка, включая историю лондонских и оксфордских стрелков (канадских фузилёров (Лондонский полк) и оксфордских винтовок — Вудсток, Онтарио). Музей служит местом повышенного интереса для общественности, интересующейся военным делом, и персонала канадских вооружённых сил.

## Коллекция
Сбор полковых артефактов — это деятельность, восходящая к истокам Канадского королевского полка. Чтобы исполнять свою роль как хранилища этих артефактов, музей продолжает активно собирать исторически значимые объекты и архивные документы, связанные с историей полка. Сегодня в коллекции музея находится большое разнообразие артефактов: полковые мемориалы, столовое серебро, униформа, медали, предметы искусства, оружие, военная техника, архивы, музыкальные инструменты и т. д.
Среди значимых экспонатов выставлен шарф, который является точной копией того, который вышила королева Виктория во время Второй англо-бурской войны (один из восьми, которые она сделала). Оригинальный шарф, подаренный рядовому Ричарду Томпсону, служащему полка, выставлен в Канадском военном музее. Четыре таких шарфа были подарены солдатам британской армии, а четыре — солдатам колониальных сил (Канада, Австралия, Новая Зеландия и Южная Африка).
Другие предметы, представляющие интерес: деревянный крест с полей Фландрии, реконструкция траншей времён Первой мировой войны и сцены с итальянской кампании, расположенные на экспозиции снаружи. Также там выставлена артиллерийская и военная техника, в том числе Universal Carrier, а также 25-фунтовая пушка-гаубица и разведывательная машина Lynx.

В музее также хранятся медали бригадного генерала Милтона Ф. Грегга, генерального директора и генерала Чарльза Фоулкса, человека, который вместе с генералом Йоханнесом Бласковицем подписал соглашение о капитуляции Германии в отеле de Wereld в Вагенингене (Нидерланды) 6 мая 1945 года, что фактически закончило Вторую мировую войну в Европе.

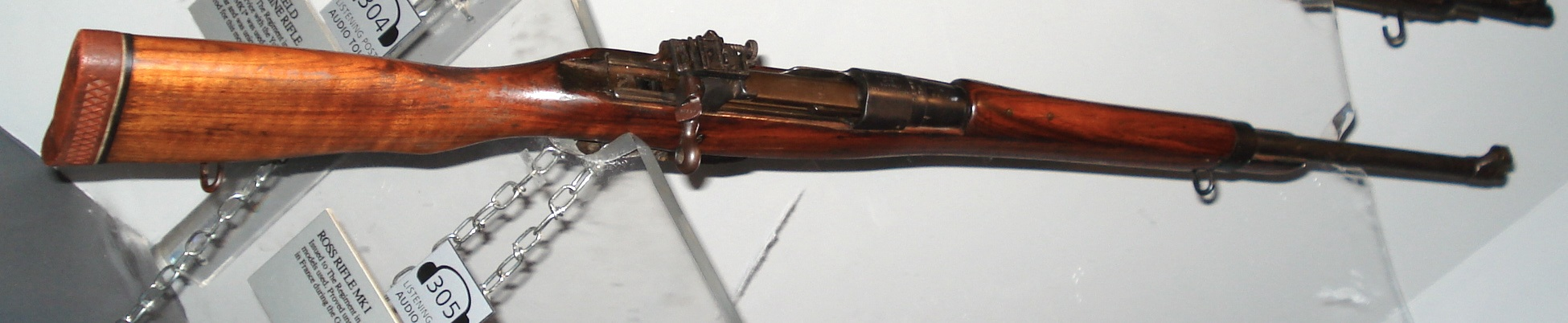
Канадская винтовка Росса
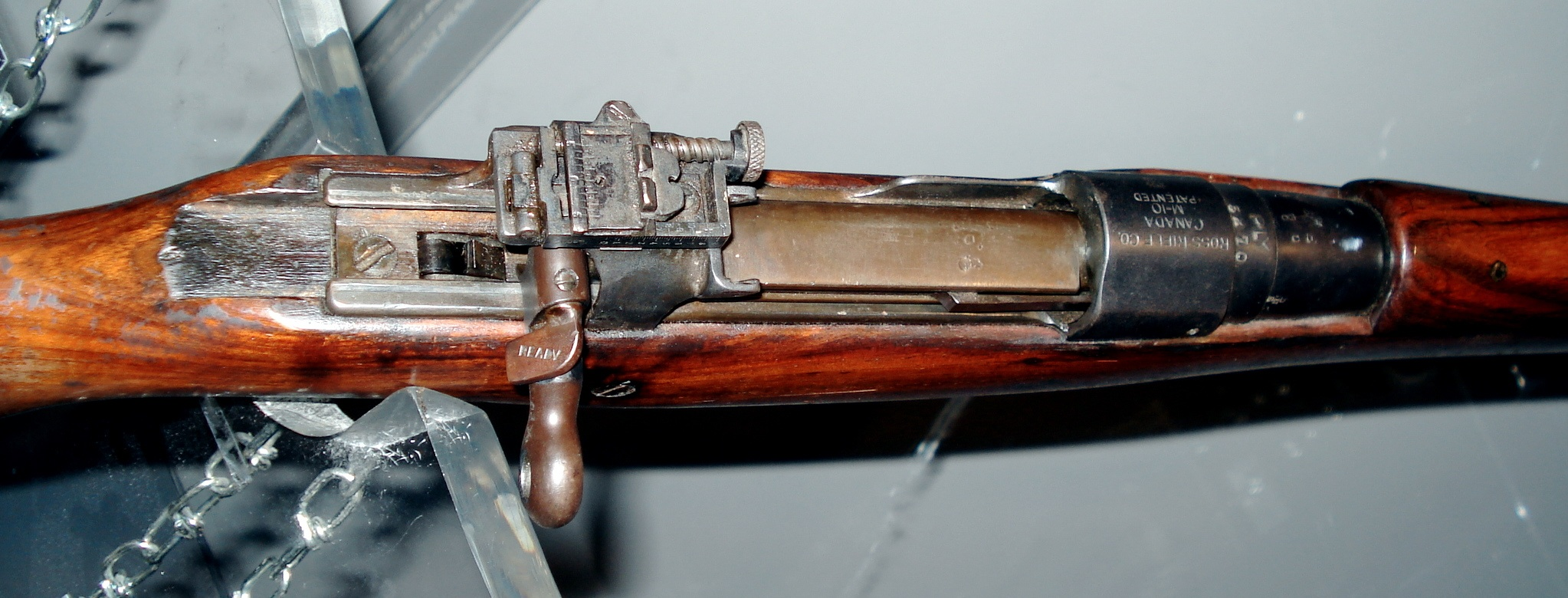
Канадская винтовка Росса, Mk.1
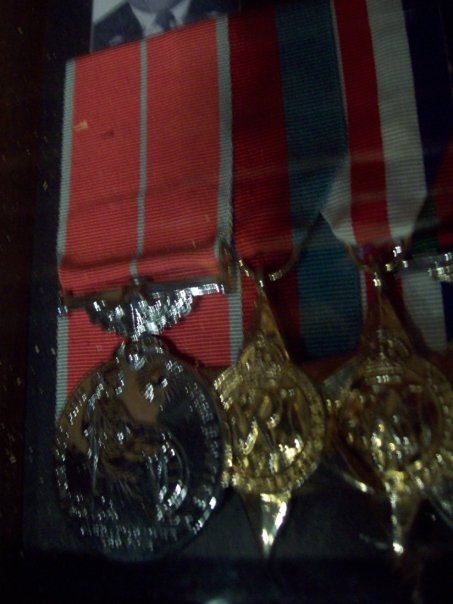
Медаль Британской империи, расположенная рядом с другими медалями
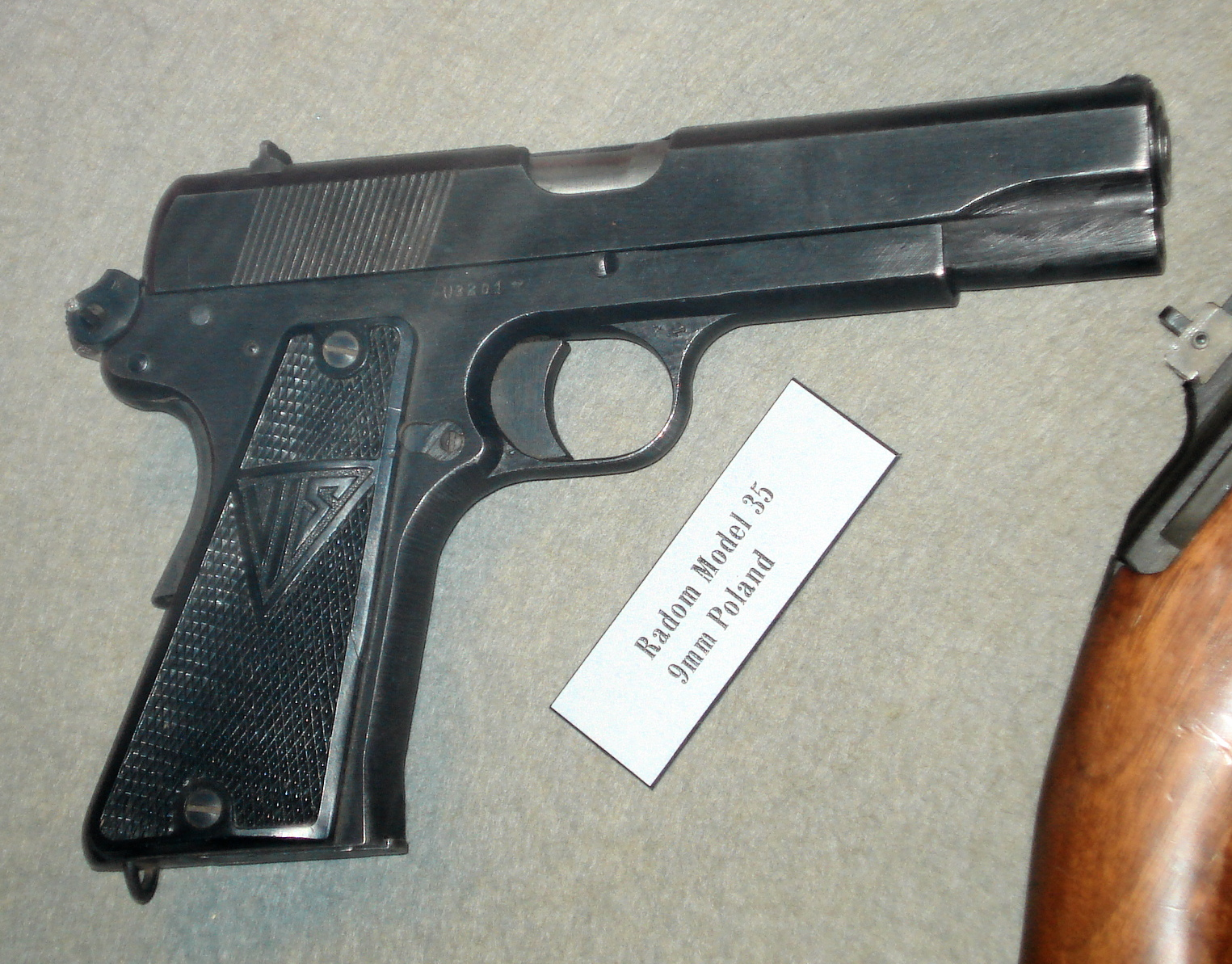
35-мм пистолет
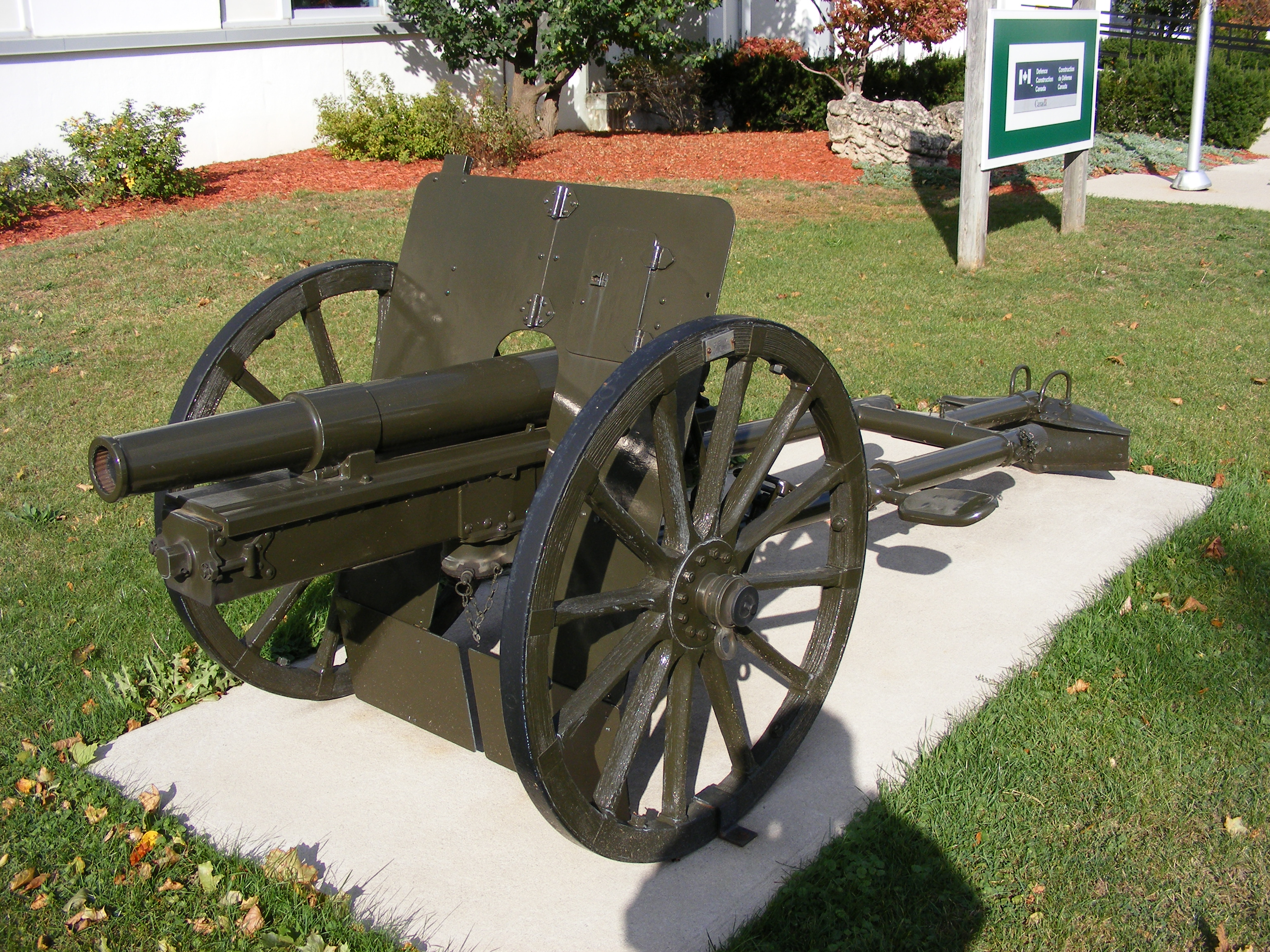
75-мм горная пушка типа 41 Японской империи
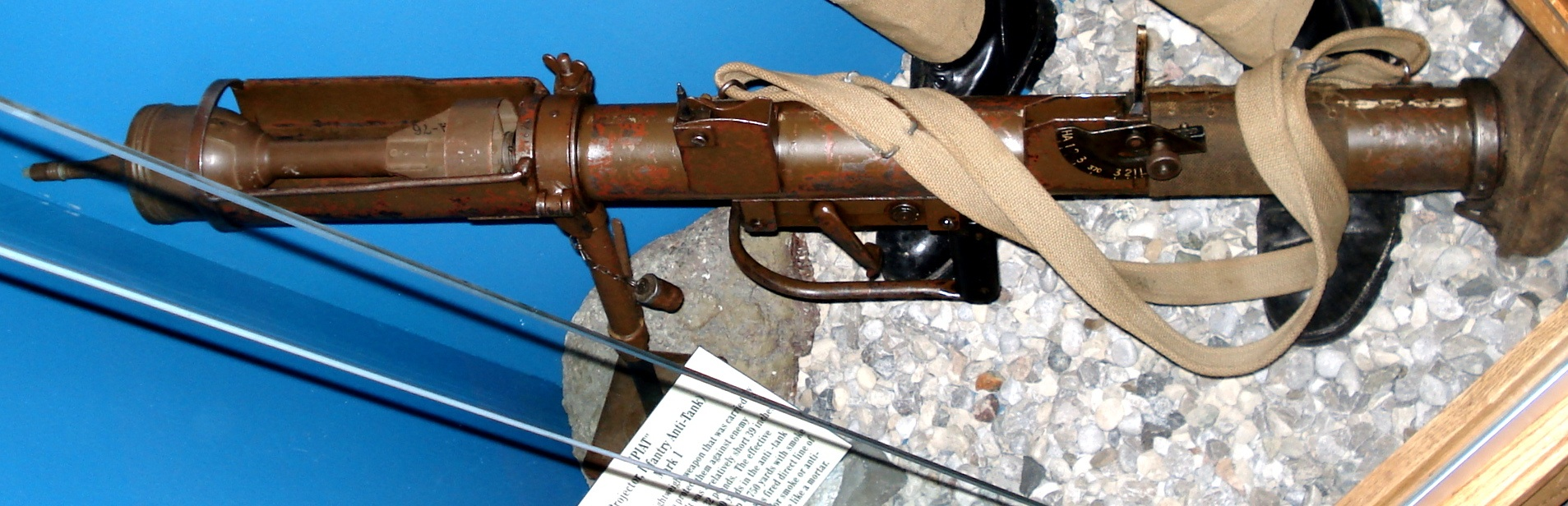
Британское противотанковое оружие PIAT

## Принадлежность
Музей связан с: CMA, OMA, CHIN, OMMC, HPMMN.